# Speyeria comstocki
Speyeria comstocki är en fjärilsart som beskrevs av Gunder 1925. Speyeria comstocki ingår i släktet Speyeria och familjen praktfjärilar. Inga underarter finns listade i Catalogue of Life.